# 托托·沃尔夫
托格·克里斯蒂安·"托托"·沃尔夫（1972年01月12日—），奥地利投资商和前赛车手，目前擔任梅赛德斯AMG车队團隊負責人兼首席執行官。他拥有梅赛德斯AMG车队33%的股份，并担任执行董事一职。他曾持有阿斯顿·马丁和威廉姆斯车队的股份。
沃尔夫的赛车生涯开始于奥地利和德国的福特方程式比赛。他曾赢得1994年24小时纽博格林比赛。赛车生涯后期，他还参加了国际汽车联合会GT锦标赛和意大利GT锦标赛。

## 赛车生涯
沃尔夫的赛车生涯起始于1992年的奥地利福特方程式比赛，随后于1994年参加了德国福特方程式，并在24小时纽博格林比赛中获得冠军。2002年他在国际汽联超级跑车锦标赛N-GT组获得第六名，并在一场比赛中胜出。2003年，他转载意大利超级跑车锦标赛。2006年，他在奥地利拉力锦标赛中获得亚军，并在迪拜24小时比赛中胜出。

## 一级方程式
2009年，沃尔夫购买威廉姆斯车队的部分股份，并加入董事会。2012年，他升任威廉姆斯车队执行長一职。
2013年1月，沃尔夫离开威廉姆斯车队，加入梅赛德斯AMG车队，接手罗伯特·豪格担任执行董事一职。目前，沃尔夫掌管梅赛德斯AMG车队赛事任务，其持有的威廉姆斯车队的股份分别在2014年和2016年悉数出售给他人。但在2020年又重新购持威廉姆斯车队5%的股份，帮助车队度过疫情引发的经营危机。
此外托托·沃尔夫也曾涉足车手经纪人事务，他曾担任过芬兰一级方程式车手瓦尔特里·博塔斯的经纪人，不过在2017年1月自博塔斯签约梅赛德斯车队车队后，他从博塔斯的经纪团队离开。

## 个人生活
托托·沃尔夫是在奧地利出生的波蘭和羅馬尼亞混血兒。现在与他的第二任妻子苏茜·沃尔夫居住在瑞士埃马廷根。两人于2011年10月结婚。2017年4月，两人的第一个孩子出生。此外托托·沃尔夫在上一段婚姻中还有2个孩子。他精通德语、英语、法语、意大利语和波兰语。